# Магнетни отпор
Магнетни отпор је појава о спречавању кретања и деформација. Он описује зашто се метал не може делимично или потпуно магнетизовати, зашто се метал не може делимично или потпуно демагнетизовати, зашто није могућа сатурација и зашто је могућа непробојност спољашњег магнетног поља. Отпор може бити унутрашњи или спољашњи. Унутрашњи отпор спречава кретање честица због непропустљивости материјала. Спољашњи отпор спречава деформацију лома, савијања, истезања и непробојност. Две врсте отпора јесу резистенција и релуктанција.

## Резистенција
Магнетна резистенција јесте отпор при пролажењу магнетног флукса или магнетног поља кроз метал. Врсте резистенције су тунелска резистенција и колосална резистенција.
Мера резистенције (отпора) јесте резистанса (отпорност).

## Релуктанција
Магнетна релуктанција јесте отпор због којег магнетно поље не пролази кроз метал. Релуктанција зависи од непропустљивости метала.
Релуктанса је мера отпора материјала успостављању магнетног поља.
Вредност релуктансе је директно пропорционална дужини (l) пута силница магнетског поља и инверзно пропорционална пермеабилности (μ) и површини попречног пресјека материјала A. То исказује сљедећа једначина:
{\displaystyle {\mathcal {R}}={\frac {l}{\mu \cdot {A}}}}
Релуктанса у магнетским колима се може сматрати аналогном отпору у електричним колима. Јединица за релуктансу се може извести користећи l у метрима, A у квадратним метрима, и μ како је приказано:
{\displaystyle {\mathcal {R}}={\frac {l}{\mu \cdot {A}}}} = {\displaystyle {\frac {m}{{\frac {Wb}{{Az}\cdot {m}}}\cdot {m^{2}}}}} = {\displaystyle {\frac {Az}{Wb}}}
At/Wb је ампер-завој/вебер.
Симбол је слово {\displaystyle {\mathcal {R}}} а јединица релуктансе је Ампер-завој/Вебер (Az/Wb).
 Пример 
Треба наћи релуктансу материјала који има дужину 0.05 m, попречни пресјек 0.01 m², и пермеабилност од 3500 μWb/(Az•m):
{\displaystyle {\mathcal {R}}={\frac {l}{\mu \cdot {A}}}} = {\displaystyle {\frac {0.05}{{3500}\cdot {10^{-6}}\cdot {0.01}}}} = 1400 Az/Wb
Другим речима, потребно је 1400 завоја да се оствари магнетски ток од 1 вебера при овим условима и струји од 1 А кроз намотај.
 Историја 
Израз релуктанса је сковао Оливер Хевисајд 1888. године. Појам „магнетна резистенција” први је пут споменуо Џејмс Џул 1840. године. Идеја за магнетни флукс, слично Омовом закону за затворена електрична кола, приписана је Хенрију Роуланду у раду из 1873. године. Роуланд је такође одговоран за формирање термина магнетомотивна сила 1880, који је, вероватно независно, сковао и Бозанкет нешто касније, 1883. године.
Резистенција је обично представљена курзивним великим словом {\displaystyle \scriptstyle {\mathcal {R}}}.